# Ozyptila judaea
Ozyptila judaea är en spindelart som beskrevs av Levy 1975. Ozyptila judaea ingår i släktet Ozyptila och familjen krabbspindlar.
Artens utbredningsområde är Israel. Inga underarter finns listade i Catalogue of Life.